# Maximum (альбом)
Maximum — дебютный студийный альбом турецкого поп-певца Мурата Боз, выпущенный 10 февраля 2007 года. Из альбома вышел один сингл «Aşkı Bulamam Ben» и два радиосингла «Maximum» и «Püf».

## Список композиций
1. Maximum (Максимум)
2. Aşkı Bulamam Ben (Ozinga Remix) (Я не могу отыскать любовь)
3. Püf (Пуф)
4. Üzüleceksin (Ты извинишься)
5. Dönmem (Не вернусь)
6. Anla Artık (Пойми это сейчас)
7. Derdin Var
8. Seni Bana Bağlayan (Что соединяет нас)
9. Kalbini Dinle (Слушай свой сердце)
10. Beni Bana Bırak (Оставь меня одного)
11. Maximum (Matthew Version)
12. Seni Bana Bağlayan (Акустическая версия)
13. Aşkı Bulamam Ben
14. Umrumda Değilsin